# Johan Gustaf Gottfrid Müller
Johan Gustaf Gottfrid Müller, född 7 juni 1810, död 26 januari 1884, var en svensk kontrabasist vid Kungliga Hovkapellet i Stockholm. 

## Biografi
Johan Gustaf Gottfrid Müller föddes 7 juni 1810 i Tyskland. Han anställdes 1 september 1835 som kontrabasist vid Kungliga Hovkapellet i Stockholm och slutade 1 juli 1863. Müller gifte sig 17 juli 1836 med Charlotte Emilie Henriette Schultze (1810–1862). Han blev oboist vid Andra livgardet 1836, musikdirektör vid Svea artilleriregemente 1848 och vid Älvsborgs regemente. Müller avled 26 januari 1884.